# Žebrání

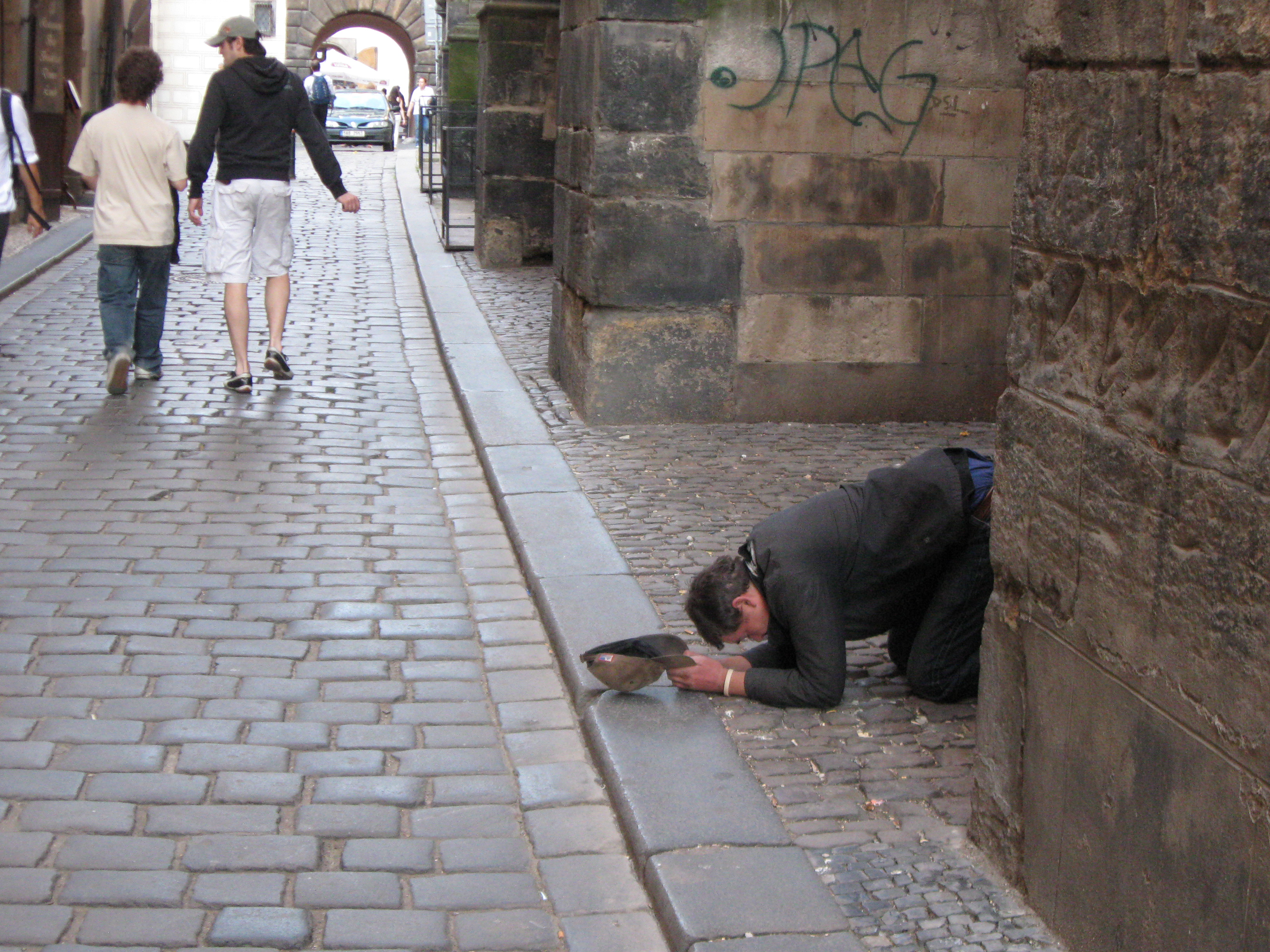
Žebrák v Praze

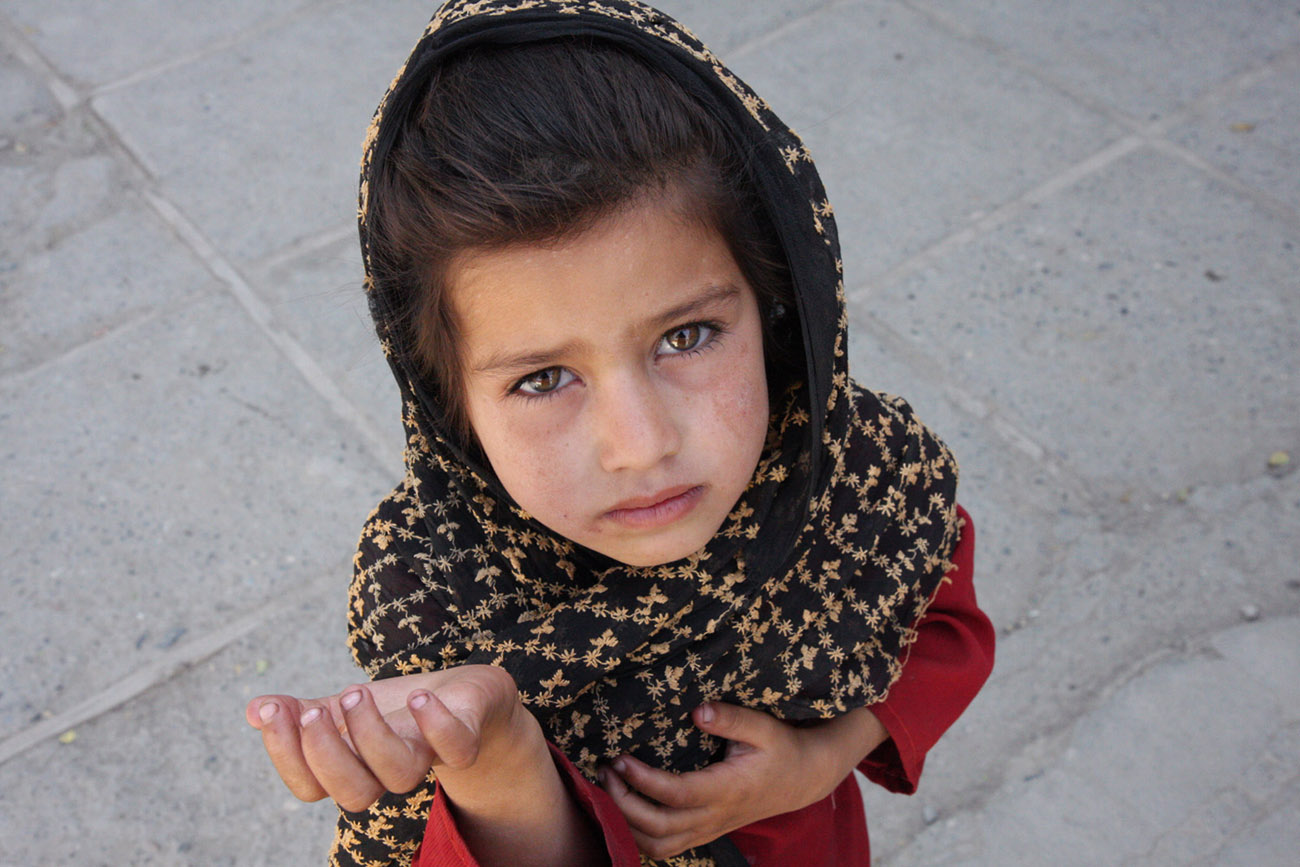
Žebrající dívka v Kábulu

Žebrání je činnost spočívající v prosbě o osobní dar, nejčastěji ve formě peněz, jídla či cigaret. Žebrající osoba je označována jako žebrák (zastarale almužník) či žebračka.
Žebrá se buď pasivní formou, tj. klečením či postáváním na frekventovaném místě s nastavenýma rukama či nádobou, nebo aktivně, oslovováním kolemjdoucích či hraním na hudební nástroj. Žebráci se někdy snaží potenciální dárce oklamat a používají lživých příběhů pro získání soucitu.
Žebrají většinou chudí lidé, obvykle lidé na okraji společnosti (např. bezdomovci, narkomani). Žebrákem byl dobrovolně např. Díogenés ze Sinópé.